# Douglas Kelley
Douglas McGlashan Kelley, född 11 augusti 1912 i Truckee, Kalifornien, död 1 januari 1958 i Berkeley, Kalifornien, var en amerikansk psykiater. Han var chefspsykiater i Nürnbergs fängelse vid tiden för Nürnbergrättegångarna. År 1947 utgav han boken 22 cells in Nuremberg, svensk översättning 22 celler i Nürnberg 1948.
Kelley begick självmord genom att inta cyankalium, på samma sätt som en av sina tidigare patienter, Hermann Göring. Kelley hade uttryck beundran för Görings kontroll över sin egen död.